# Azor Matusiwa
Azor Matusiwa (Hilversum, 28 de abril de 1998) es un futbolista neerlandés. Juega de centrocampista y su equipo es el Ipswich Town F. C. de la EFL Championship de Inglaterra.

## Trayectoria
Formado en las inferiores del Ajax de Ámsterdam, debutó en el primer equipo el 6 de mayo de 2018 ante el Excelsior en la Eredivisie.
El 31 de agosto de 2021 firmó contrato por cinco años con el Stade de Reims de la Ligue 1 de Francia.

## Selección nacional
Fue internacional juvenil por los Países Bajos.

## Estadísticas
Actualizado al último partido disputado el 17 de mayo de 2025.
| Club                             | Div.          | Temporada     | Liga  | Liga  | Copas nacionales | Copas nacionales | Copas internacionales | Copas internacionales | Total | Total |
| Club                             | Div.          | Temporada     | Part. | Goles | Part.            | Goles            | Part.                 | Goles                 | Part. | Goles |
| -------------------------------- | ------------- | ------------- | ----- | ----- | ---------------- | ---------------- | --------------------- | --------------------- | ----- | ----- |
| Jong Ajax · Países Bajos         | 2.ª           | 2016-17       | 3     | 0     | —                | —                | —                     | —                     | 3     | 0     |
| Jong Ajax · Países Bajos         | 2.ª           | 2017-18       | 24    | 0     | —                | —                | —                     | —                     | 24    | 0     |
| Ajax de Ámsterdam · Países Bajos | 1.ª           | 2017-18       | 1     | 0     | 0                | 0                | —                     | —                     | 1     | 0     |
| Ajax de Ámsterdam · Países Bajos | Total club    | Total club    | 1     | 0     | 0                | 0                | 0                     | 0                     | 1     | 0     |
| Jong Ajax · Países Bajos         | 2.ª           | 2018-19       | 3     | 0     | —                | —                | —                     | —                     | 3     | 0     |
| Jong Ajax · Países Bajos         | Total club    | Total club    | 30    | 0     | 0                | 0                | 0                     | 0                     | 30    | 0     |
| De Graafschap · Países Bajos     | 1.ª           | 2018-19       | 20    | 0     | —                | —                | —                     | —                     | 20    | 0     |
| De Graafschap · Países Bajos     | Total club    | Total club    | 20    | 0     | 0                | 0                | 0                     | 0                     | 20    | 0     |
| F. C. Groningen · Países Bajos   | 1.ª           | 2019-20       | 23    | 0     | 1                | 0                | —                     | —                     | 24    | 0     |
| F. C. Groningen · Países Bajos   | 1.ª           | 2020-21       | 23    | 0     | 1                | 0                | —                     | —                     | 24    | 0     |
| F. C. Groningen · Países Bajos   | 1.ª           | 2021-22       | 3     | 0     | —                | —                | —                     | —                     | 3     | 0     |
| F. C. Groningen · Países Bajos   | Total club    | Total club    | 49    | 0     | 2                | 0                | 0                     | 0                     | 51    | 0     |
| Stade de Reims Francia           | 1.ª           | 2021-22       | 29    | 1     | 1                | 0                | —                     | —                     | 30    | 1     |
| Stade de Reims Francia           | 1.ª           | 2022-23       | 30    | 0     | 1                | 0                | —                     | —                     | 31    | 0     |
| Stade de Reims Francia           | 1.ª           | 2023-24       | 16    | 1     | 1                | 0                | —                     | —                     | 17    | 1     |
| Stade de Reims Francia           | Total club    | Total club    | 75    | 2     | 3                | 0                | 0                     | 0                     | 78    | 2     |
| Stade Rennes F. C. Francia       | 1.ª           | 2023-24       | 12    | 0     | 2                | 0                | 2                     | 0                     | 16    | 0     |
| Stade Rennes F. C. Francia       | 1.ª           | 2024-25       | 29    | 1     | 2                | 0                | —                     | —                     | 31    | 1     |
| Stade Rennes F. C. Francia       | Total club    | Total club    | 41    | 1     | 4                | 0                | 2                     | 0                     | 47    | 1     |
| Ipswich Town F. C. Inglaterra    | 2.ª           | 2025-26       | 0     | 0     | 0                | 0                | —                     | —                     | 0     | 0     |
| Ipswich Town F. C. Inglaterra    | Total club    | Total club    | 0     | 0     | 0                | 0                | 0                     | 0                     | 0     | 0     |
| Total carrera                    | Total carrera | Total carrera | 216   | 3     | 9                | 0                | 2                     | 0                     | 227   | 3     |

## Palmarés

### Títulos nacionales
| Título         | Club      | País         | Año     |
| -------------- | --------- | ------------ | ------- |
| Eerste Divisie | Jong Ajax | Países Bajos | 2017-18 |

## Vida personal
Es hermano del también futbolista Diangi Matusiwa.